# Општина Трново (Сарајево)
Општина Трново је општина у Федерацији БиХ настала подјелом предратне општине Трново. Заузима око 2/3 територије предратне општине Трново. Само мјесто Трново не налази се у територији општине Трново који је припао Федерацији БиХ. Општина Трново је прије рата била општина града Сарајева, а данас припада кантону Сарајево. Седиште општинске управе је у насељу Дујмовићи.
Налази се југоисточно од града Сарајева и заузима површину од 338,42 km² или 26,5% територије кантона Сарајево.
Године 2002. општина је имала 839 становника, од чега 800 или 95,4% Бошњака, и 39 или 4,6% Срба. Густина насељености је 2,5 становника/km².
Општину чине мјесне заједнице Дејчићи, Горња Пресјеница, Доња Пресјеница, Делијаш, Шабићи и Трново Дио.
Налази се на просјечној надморској висини од 900 m и окружена је планинама: Игман, Бјелашница, Височица, Трескавица и Јахорина. Цијелом својом површином погодна је за развој пољопривреде и туризма. Обилује мноштвом шуме и питке воде, а посједује изворе и токове ријека: Жељезница, Црна Ријека, Бијела Ријека и Ракитница, које су погодне за узгој и експлоатацију рибе.
Године 1991. цијелу општину Трново насељавало је 6.991 становника, од чега: 4.790 Муслимана или 68,93%, 2.059 Срба или 29,49%, 16 Хрвата или 0,24% и 94 осталих или 1,34% у 2.119 домаћинстава и у 3.879 станова.
У послератном периоду приступило се реконструкцији ратом прилично разорене општине, стамбених и инфраструктурних објеката.
Значајни садржаји општине Трново су акумулација Црна Ријека и то што се профилира као еко-парк гдје је могуће обезбиједити чист ваздух, чисто тло, здраву храну итд.
Стратешки сектори јачања економске основе општине Трново су: туризам и комплементарне услуга, трговина, индустрија, посебно еколошки прихватљива, здравство, образовање (основно), култура, спорт и рекреација.

## Галерија
- Општина Трново је означена плавом бојом
- Планина Бјелашница на подручју општине Трново у Федерацији БиХ